# 丸岡藩

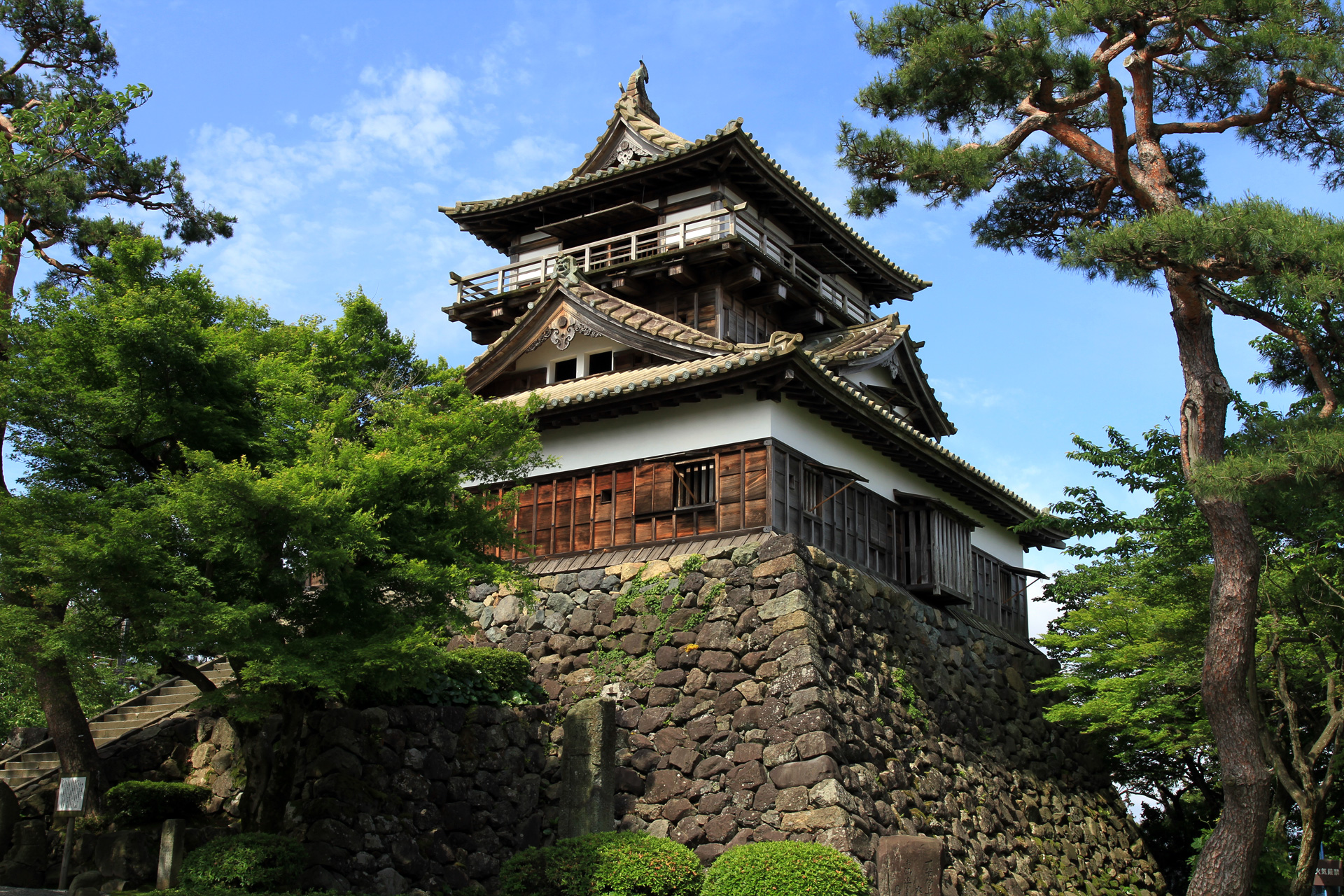
丸岡城天守

丸岡藩（まるおかはん）は、越前国（現在の福井県）坂井郡などを支配した藩。居城は丸岡城（現在の福井県坂井市丸岡町霞）。

## 藩史

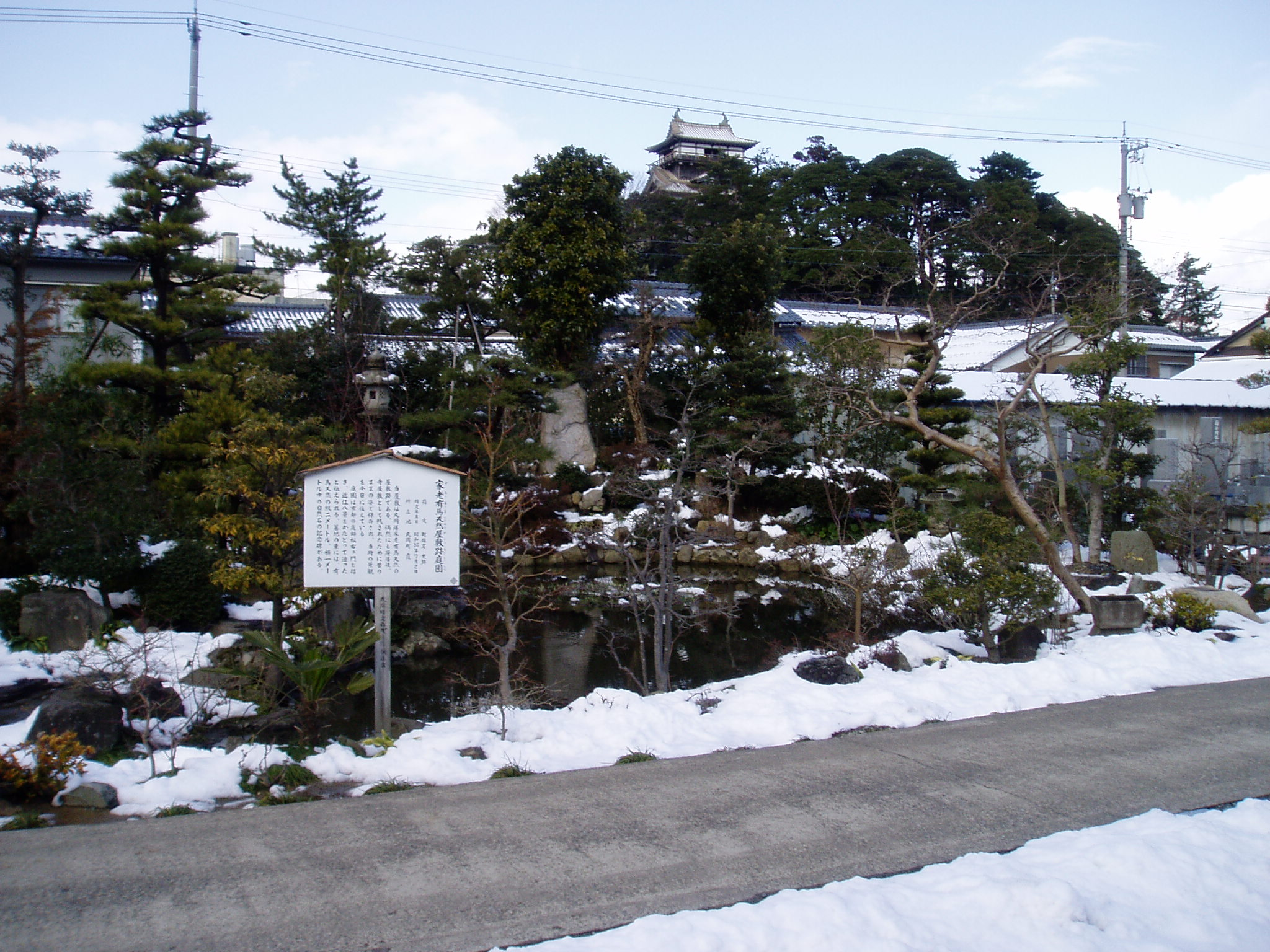
丸岡藩家老有馬天然屋敷跡庭園

丸岡は戦国時代、織田信長配下の勇将・柴田勝家の養子・柴田勝豊が治めていた。勝豊が賤ヶ岳の戦い後に病死すると、青山宗勝・青山忠元父子が入った。青山氏は慶長5年（1600年）の関ヶ原の戦いで西軍に与したため、戦後に改易された。代わって越前福井藩に入った結城秀康の重臣・今村盛次が2万5000石で入ったが、慶長16年（1611年）の福井藩重臣による内紛に巻き込まれて流罪とされた。その後の慶長18年（1613年）5月、徳川家康のもとで仕えて「鬼作左」の異名をとったことで有名な本多重次の子・本多成重が4万石を与えられて入り、秀康の後を継いだ松平忠直を本多富正と共に補佐した。大坂の陣でも活躍し、武功を挙げている。寛永元年（1624年）、忠直が豊後国に流罪とされると、成重は4万6300石に加増され、福井藩から独立した大名として取り立てられた。成重とその子・本多重能、そして孫の本多重昭の3代は検地・城下町の整備・新江用水の新設など、藩政の確立に尽力したが、重昭の子・本多重益は酒色に溺れては無能の上、家臣の本多織部と太田又八の間で内紛が起こり、元禄8年（1695年）に幕命により改易された。
代わって戦国時代のキリシタン大名で有名な有馬晴信の曾孫・有馬清純が越後糸魚川藩から5万石で入部する。第2代藩主・有馬一準の時代である正徳元年（1711年）に外様大名から譜代格へ格上げされた。第5代藩主・有馬誉純は若年寄、第8代藩主・有馬道純は老中という幕府の要職に就任した。特に誉純の代は安永元年（1772年）から約50年間という長期にわたって藩主を務め、藩政改革を行なって藩政を安定させた上、藩校である平章館の設立や藩史・地誌の編纂に力を注ぐなど、文化面でも大いに貢献した。
1858年（安政5年）2月26日、地震により丸岡城、住居向、櫓、多聞が大破。石垣が崩れる。金2000両の貸付を受ける。
明治2年（1869年）6月、道純は版籍奉還により丸岡藩知事となり、明治4年（1871年）9月の廃藩置県により、道純は東京に移住して丸岡藩は廃藩となったのである。

## 歴代藩主

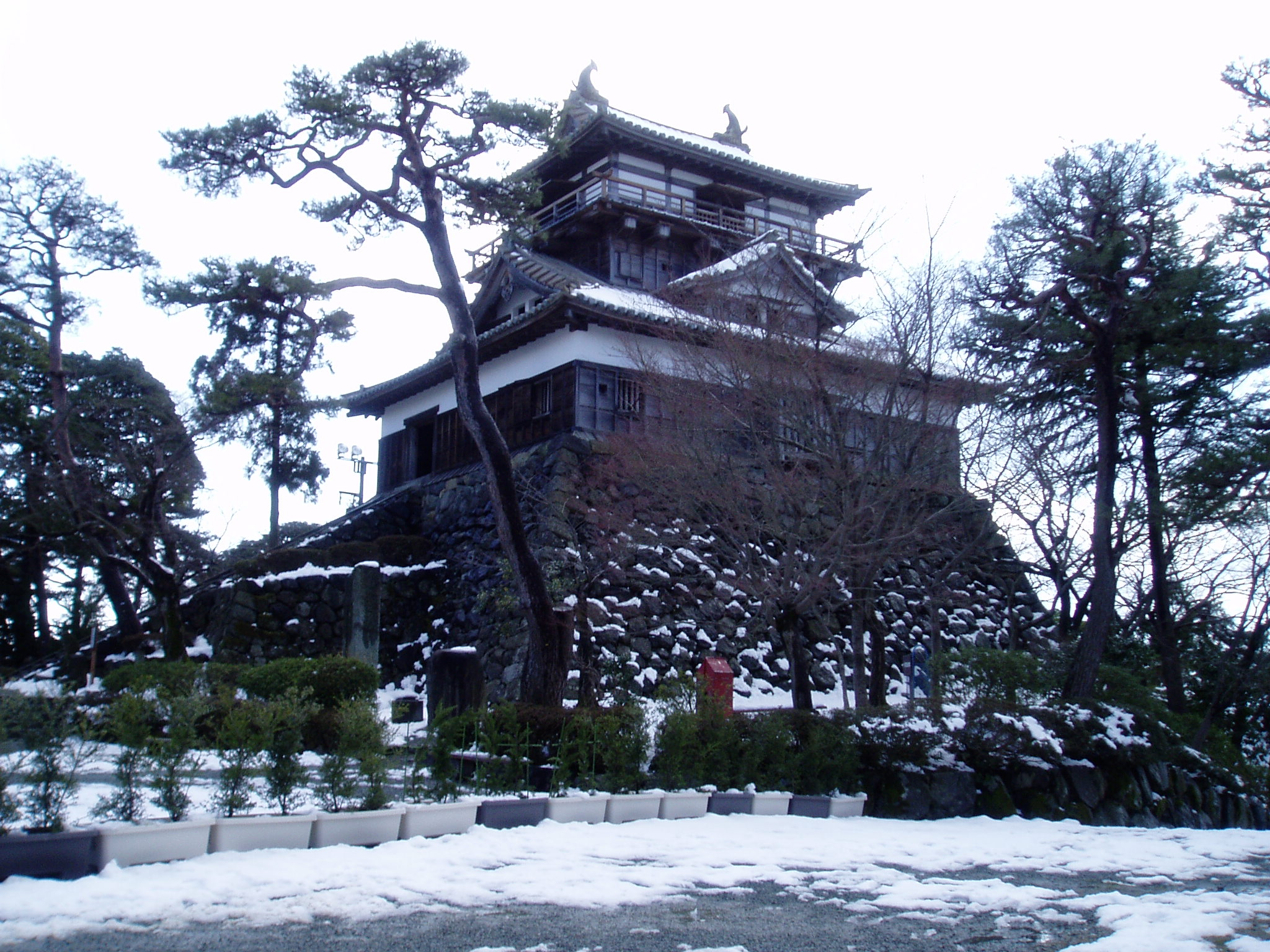
雪の丸岡城天守

### 本多家
譜代 4万3000石
1. 本多成重
2. 本多重能
3. 本多重昭
4. 本多重益

### 有馬家
外様→譜代 5万石
1. 有馬清純
2. 有馬一準
3. 有馬孝純
4. 有馬允純
5. 有馬誉純
6. 有馬徳純
7. 有馬温純
8. 有馬道純

## 幕末の領地
- 越前国
  - 南条郡のうち - 2村
  - 坂井郡のうち - 91村